# Décès en 1379
Décès
- 1375
- 1376
- 1377
- 1378
- 1379
- 1380
- 1381
- 1382
- 1383

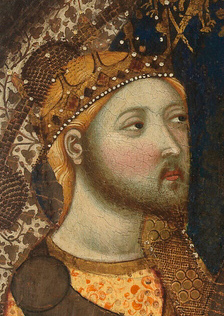
Henri II, mort en 1379.

Cette page dresse une liste de personnalités mortes au cours de l'année 1379 :
- 18 février : Albert II de Mecklembourg, ou Albert Ier de Mecklembourg-Schwerin dit Le Grand, prince de Mecklembourg, duc de Mecklembourg-Schwerin.
- 29 mai : Henri II, roi de Castille.
- 13 août : Giacomo Orsini, cardinal italien.
- 6 juillet : Jean de Blauzac, cardinal français.
- 13 octobre : Jean de Bridlington, chanoine régulier de saint Augustin, puis prieur au prieuré Sainte-Marie de Bridlington, saint anglais.
- 15 novembre : Othon V de Bavière, ou Othon V de Wittelsbach, surnommé le Paresseux, duc de Haute-Bavière, puis margrave de Brandebourg et enfin électeur de Brandebourg.

- Tommaso da Modena, ou Tommaso Barisini, ou Barisino ou Rabisino, peintre et miniaturiste italien de style byzantin, qualifié de primitif italien.
- Frédéric IX de Hohenzollern, dit le Prince noir ou Frédéric le Vieux, comte de Zolern-Zollern.
- Robert de La Porte, évêque d'Avranches.
- Luciano Doria, amiral génois appartenant à la célèbre famille Doria, qui combat les Vénitiens durant la guerre de Chioggia.
- Philothée Kokkinos, patriarche de Constantinople.
- Yahya Ibn Khaldoun, historien arabe, frère du célèbre historien Ibn Khaldoun.

## Crédit d'auteurs
- Cet article est partiellement ou en totalité issu de l'article intitulé « 1379 » (voir la liste des auteurs).